# Kristall (skivmärke)
Kristall var ett  skivmärke ägt av Deutsche Crystalate Schallplatten GmbH, grundat 1928, ett dotterbolag till The Crystalate Manufacturing Company Ltd. 1937 köptes det tyska bolaget av Carl Lindström AG, som fortsatte utgivningen.
I Sverige introducerades Kristall 1933 av Sonora, som även pressade en del av skivorna. Inspelningarna kom huvudsakligen från Imperial och tyska Kristall. 1934 övergick representationen till Skandia Musikaktiebolag i Örebro, vilket ledde till att Sonora fick realisera sitt återstående lager för 75 öre per styck (originalpriset var 2,25 kr).